# Alexander Lewin (Unternehmer)
Alexander Lewin (geboren 18. August 1879 in Wien; gestorben 1942 in der Schweiz) war ein deutscher Unternehmer und Kunstsammler.

## Leben

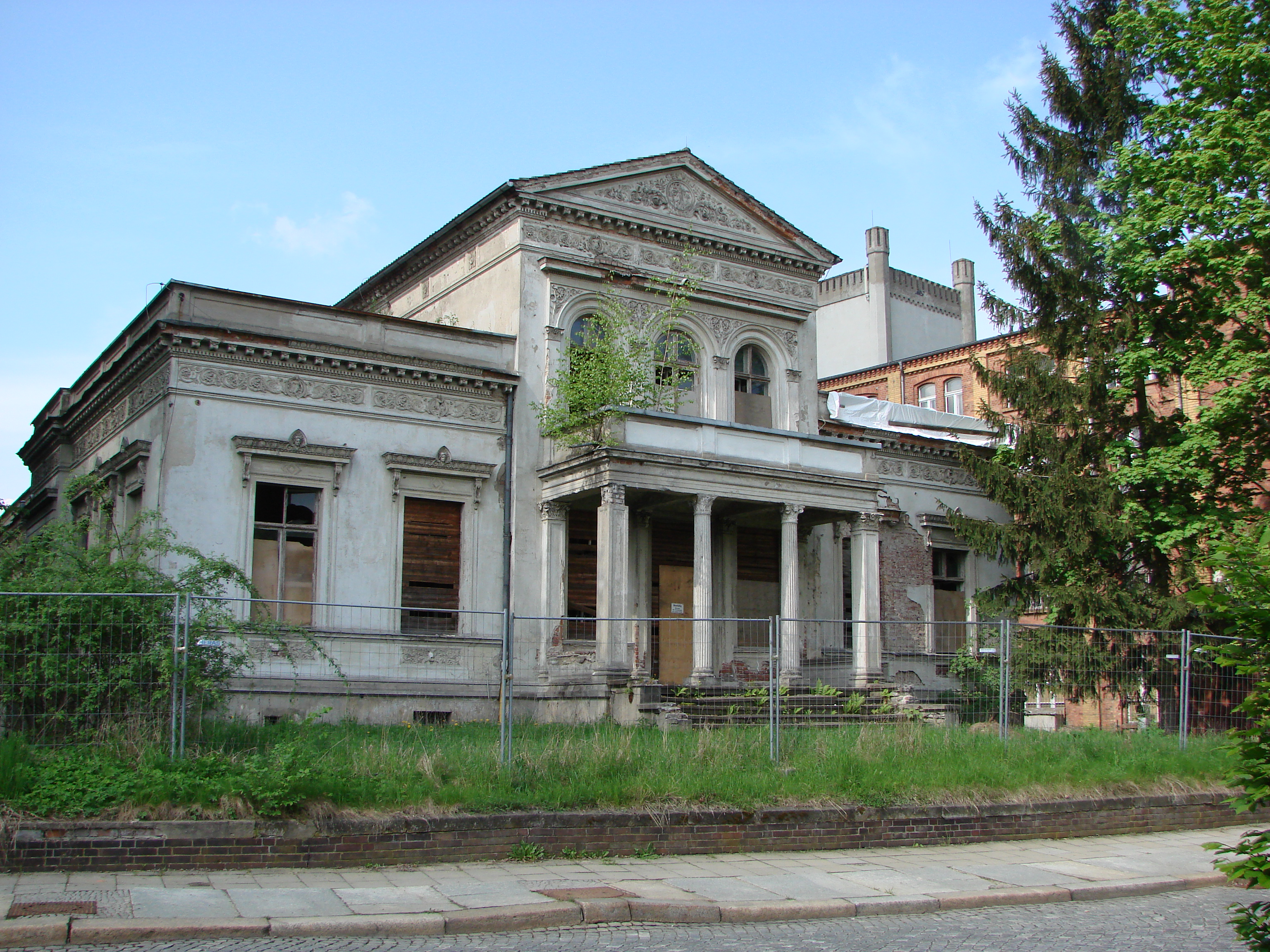
Cohnsche Villa in Guben, Wohnsitz der Familie Lewin bis 1938

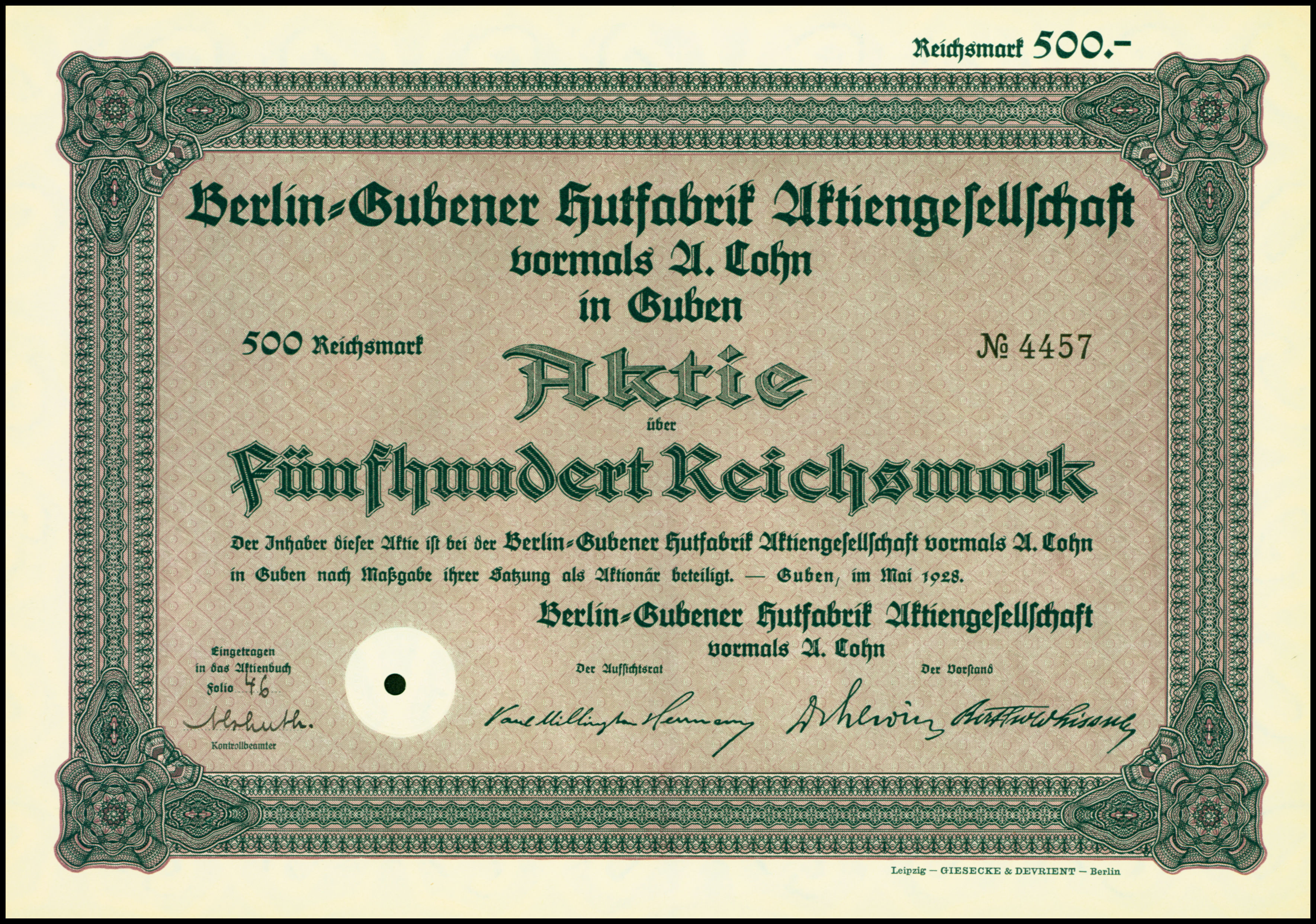
Aktie der Berlin-Gubener Hutfabrik AG vom Mai 1928 mit Unterschrift von Vorstand Alexander Lewin

Der in Wien geborene Alexander Lewin studierte zunächst Jura und beendete seine Universitätszeit mit einer Promotion. Danach trat er in das Familienunternehmen, die Berlin-Gubener Hutfabrik AG, vorm. A. Cohn, ein. Sein Vater Hermann Lewin und sein Onkel Apelius Cohn hatten 1859 in Berlin eine erste Hutfabrik begründet, zu der 1876 eine Niederlassung in Guben hinzu kam. Der Standort Guben entwickelte sich bald zum Hauptwerk des Unternehmens und die Familie ließ sich gegenüber der Fabrik in der Cohnschen Villa, Alte Poststraße 61, nieder. Nach dem Tod des Vaters Hermann Lewin 1920 übernahm Alexander Lewin als Generaldirektor und Vorstandsmitglied die Leitung des Unternehmens, das mit seinen Zweigbetrieben bis 1922 zum größten Hutproduzenten Deutschlands heran wuchs und 1928 mehr als 4000 Mitarbeiter beschäftigte.
Alexander Lewin nahm auch außerhalb des Familienunternehmens verschiedene Aufgaben wahr. So wirkte er als Honorarkonsul für Portugal und war Mitglied des Außenhandelsausschusses des Reichsverbands der Deutschen Industrie. Zudem stand er seit 1928 als Präsident der Industrie- und Handelskammer für die Niederlausitz in Cottbus vor.
Nach der Machtübernahme durch die Nationalsozialisten 1933 verschlechterten sich die Lebensumstände für die jüdische Familie Lewin nachhaltig. Noch am 6. März 1933 wurde Alexander Lewin erneut einstimmig zum Vorsitzenden der Industrie- und Handelskammer in Cottbus wiedergewählt, musste durch den Druck der neuen Regierung dieses Amt jedoch bereits einen Monat später aufgeben. Im Sommer 1938 reiste er – zunächst offiziell als Kuraufenthalt bezeichnet – in die Schweiz. Anfang September 1938 legte er sein Vorstandsamt in der Berlin-Gubener Hutfabrik AG nieder. Nachdem er im März 1939 bekannt gab, nicht mehr nach Deutschland zurückzukehren, wurde sein gesamtes in Deutschland befindliches Vermögen gesperrt. Er konnte jedoch sein Umzugsgut – ohne nennenswerte Wertsachen – noch am 21. Juni 1939 ausführen. Am 4. August 1941 entzog ihm der Reichsinnenminister die deutsche Staatsbürgerschaft und sein Vermögen wurde konfisziert. Alexander Lewin starb 1942 im Alter von 63 Jahren in der Schweiz.

## Kunstsammlung
Alexander Lewin hatte eine bedeutende Kunstsammlung aufgebaut, zu der deutsche Kunst des 19. Jahrhunderts und Werke des französischen Impressionismus und Nachimpressionismus gehörten. 1933 ließ Lewin die Werke französischer Künstler ins Ausland verbringen und gab an, sie seien für Ausstellungen vorgesehen. Dies geschah vermutlich, um Ausfuhrzölle zu umgehen und um überhaupt eine Genehmigung für die Ausfuhr zu erhalten. Tatsächlich waren einige dieser Bilder 1933–1934 in der Ausstellung Schilderijen van Delacroix tot Cézanne en Vincent van Gogh im Museum Boijmans in Rotterdam und 1938 in der Schau Honderd Jaar Fransche Kunst im Stedelijk Museum in Amsterdam zu sehen. Wesentliche Teile der Sammlung lagerten während des Zweiten Weltkriegs im Kunstmuseum St. Gallen und im Zollfreilager Cornavin in Genf. Nach dem Tod von Alexander Lewin ging ein Teil der Bilder als Schenkung an die in der Schweiz lebende Gräfin Hedwig Bopp von Oberstadt, die restlichen Werke erbte Lewins Tochter Alice J. Kurz, die in Hastings-on-Hudson in den Vereinigten Staaten lebte.
Zu den Gemälden der Sammlung Lewin, die sich bei seinem Tod in der Schweiz befanden, gehörten Raucher und Absinthtrinker von Honoré Daumier (heute Stiftung Sammlung E. G. Bührle, Zürich), Alice Legouvé im Lehnstuhl von Édouard Manet (Armand Hammer Museum of Art, Los Angeles), Le Louvre, matin, printemps und L’Église Saint-Jacques à Dieppe, soleil, matin von Camille Pissarro und Paysage fluvial von Alfred Sisley. Hinzu kamen Paysage avec saules, Les Bords de la Zaan und Paysage avec roseaux von Claude Monet, Portrair de dame, Place de la 'Trinité, Nature morte aux fraises und Un petit nu von Pierre-Auguste Renoir. Weitere Werke der Sammlung waren ein Portrait d’homme, Badende Frauen (Ny Carlsberg Glyptotek, Kopenhagen) und Blick auf das Meer bei l’Estaque (Staatliche Kunsthalle Karlsruhe) von Paul Cézanne und die Bilder Garten in Auvers (Privatsammlung), Weizenfeld mit Gewitterhimmel (Privatsammlung) und Selbstbildnis (Stiftung Sammlung E. G. Bührle, Zürich) von Vincent van Gogh.
Die in Guben zurückgelassenen Kunstwerke wurden im Zuge der Ausbürgerung von Alexander Lewin durch deutsche Behörden beschlagnahmt. Zwei Werke gingen über Zwischenhändler in die Sammlung des in Linz geplanten sogenannten Führermuseums über. Nach Kriegsende kam die Bundesrepublik Deutschland in den Besitz der Werke und hat diese Jahrzehnte später nach Beschluss der Limbach-Kommission an die Erben von Alexander Lewin restituiert. Bei diesen Gemälden handelte es sich um das Bild Bauernmädchen (auch Bauernmädchen ohne Hut mit weißen Halstuch) von Wilhelm Leibl, das sich zuvor als Dauerleihgabe in der Kunsthalle Bremen befand und das Bild Zwei Kühe auf der Weide unter Kopfweiden von Heinrich von Zügel, das zuvor im Besitz der Stadt Wörth am Rhein war.

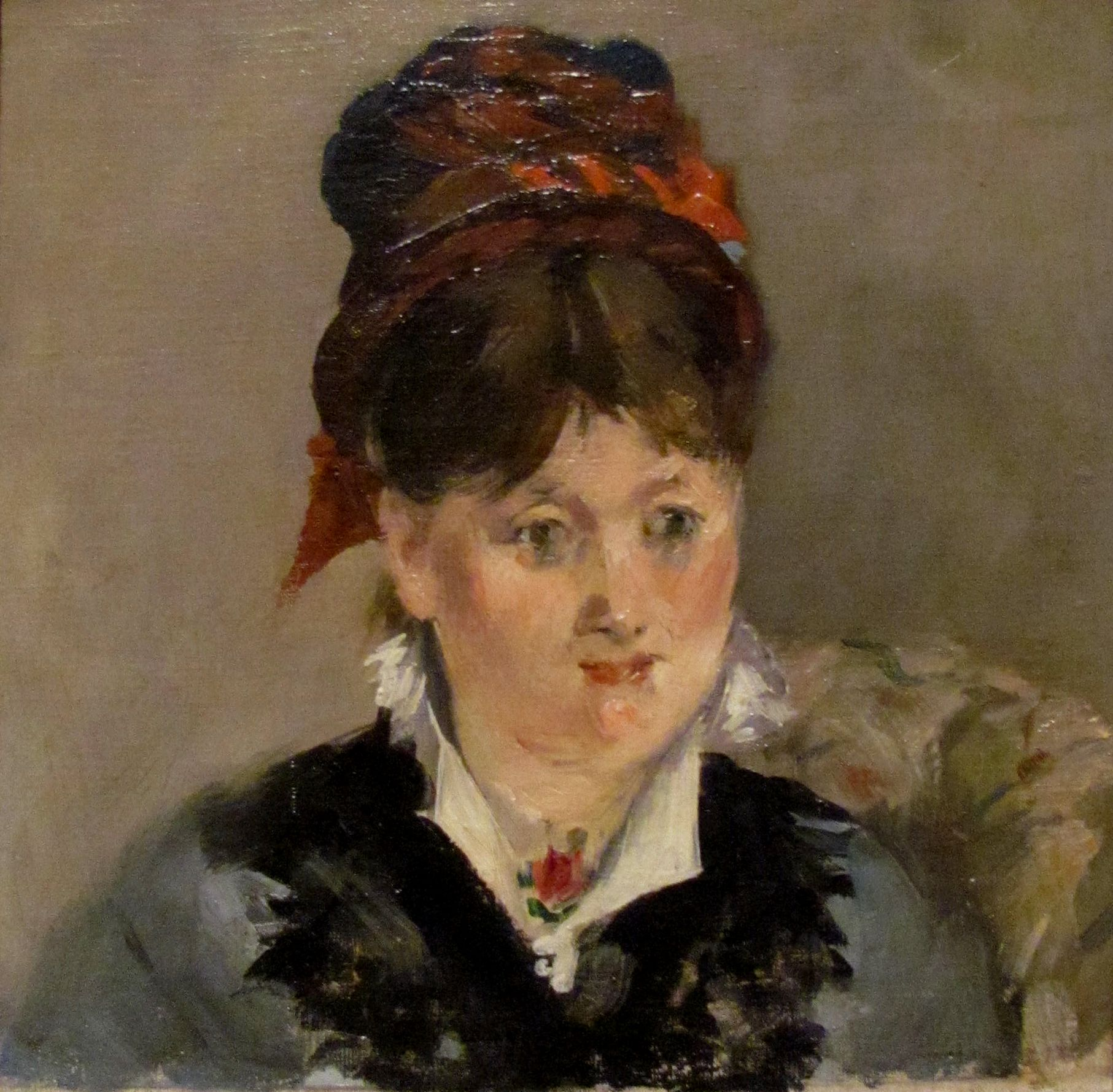
Édouard Manet: Alice Legouvé im Lehnstuhl, um 1875
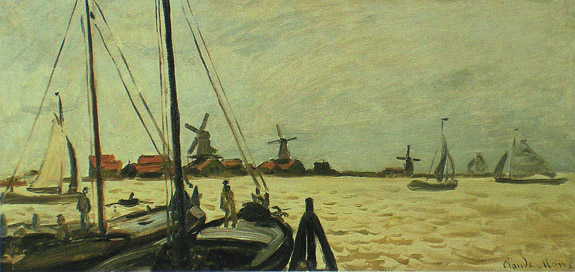
Claude Monet: Les Bords de la Zaan, 1871
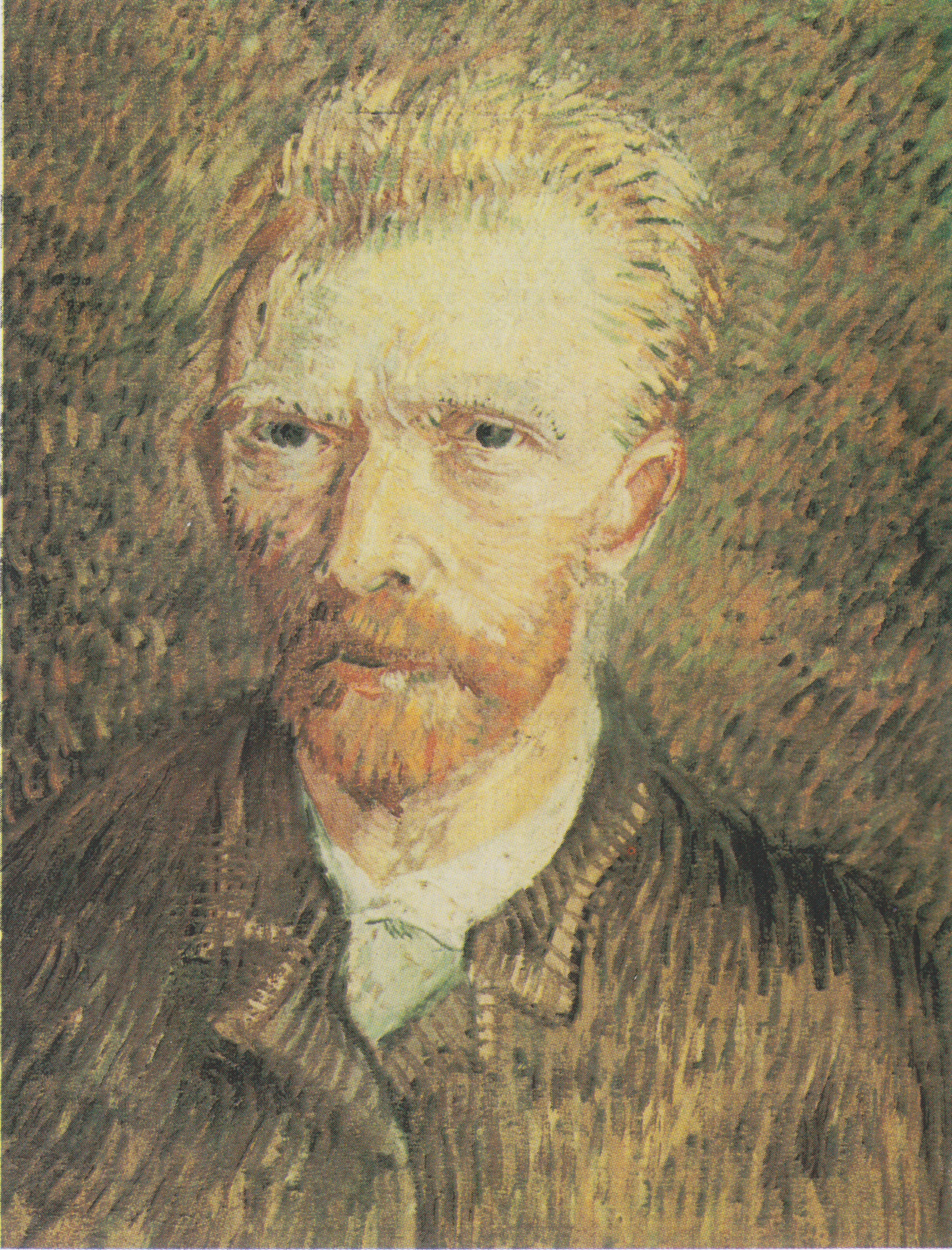
Vincent van Gogh: Selbstbildnis, 1887/88
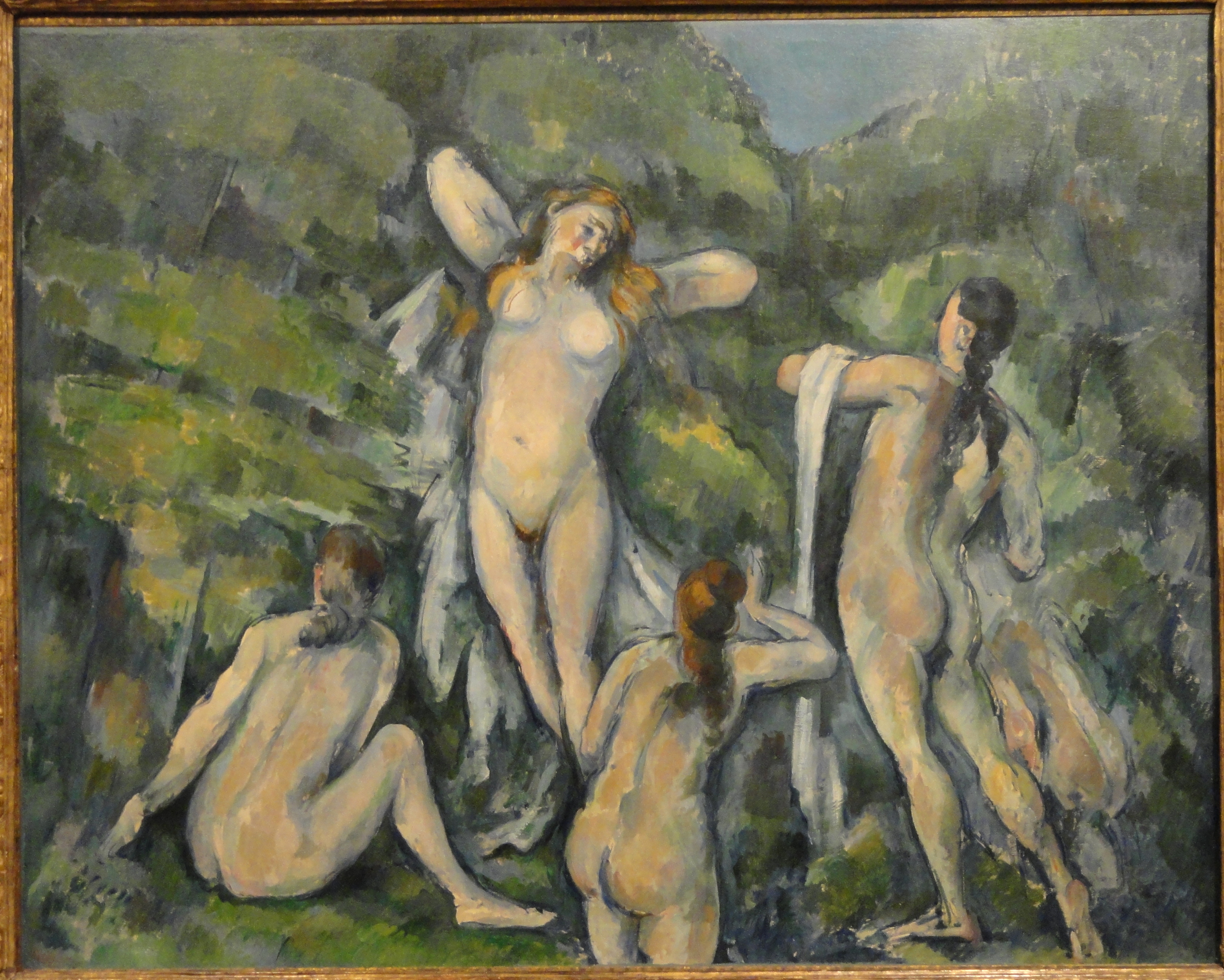
Paul Cézanne: Badende Frauen, um 1900
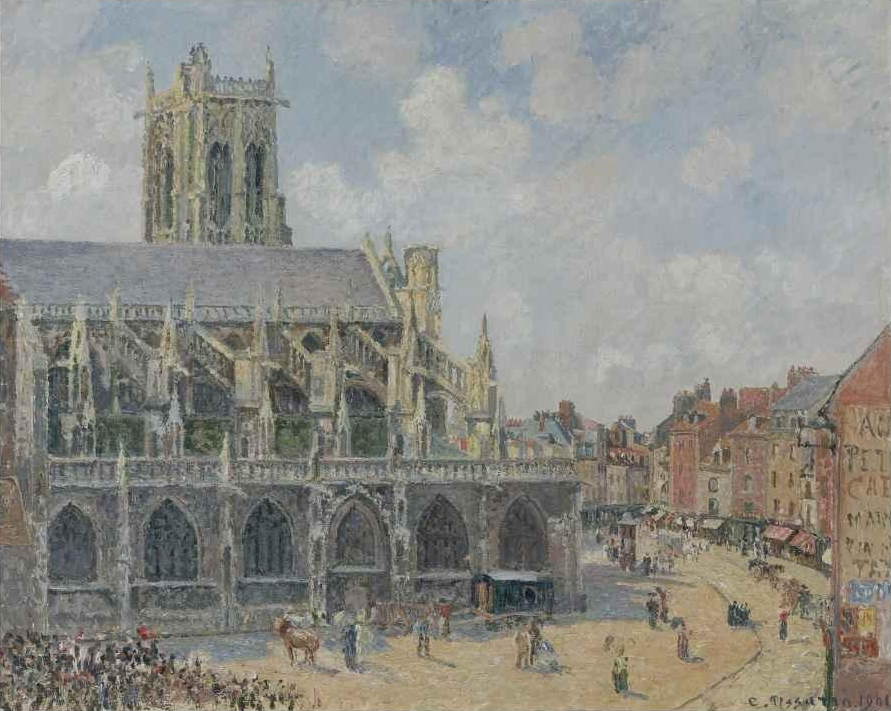
Camille Pissarro: L’Église Saint-Jacques à Dieppe, soleil, matin, 1901
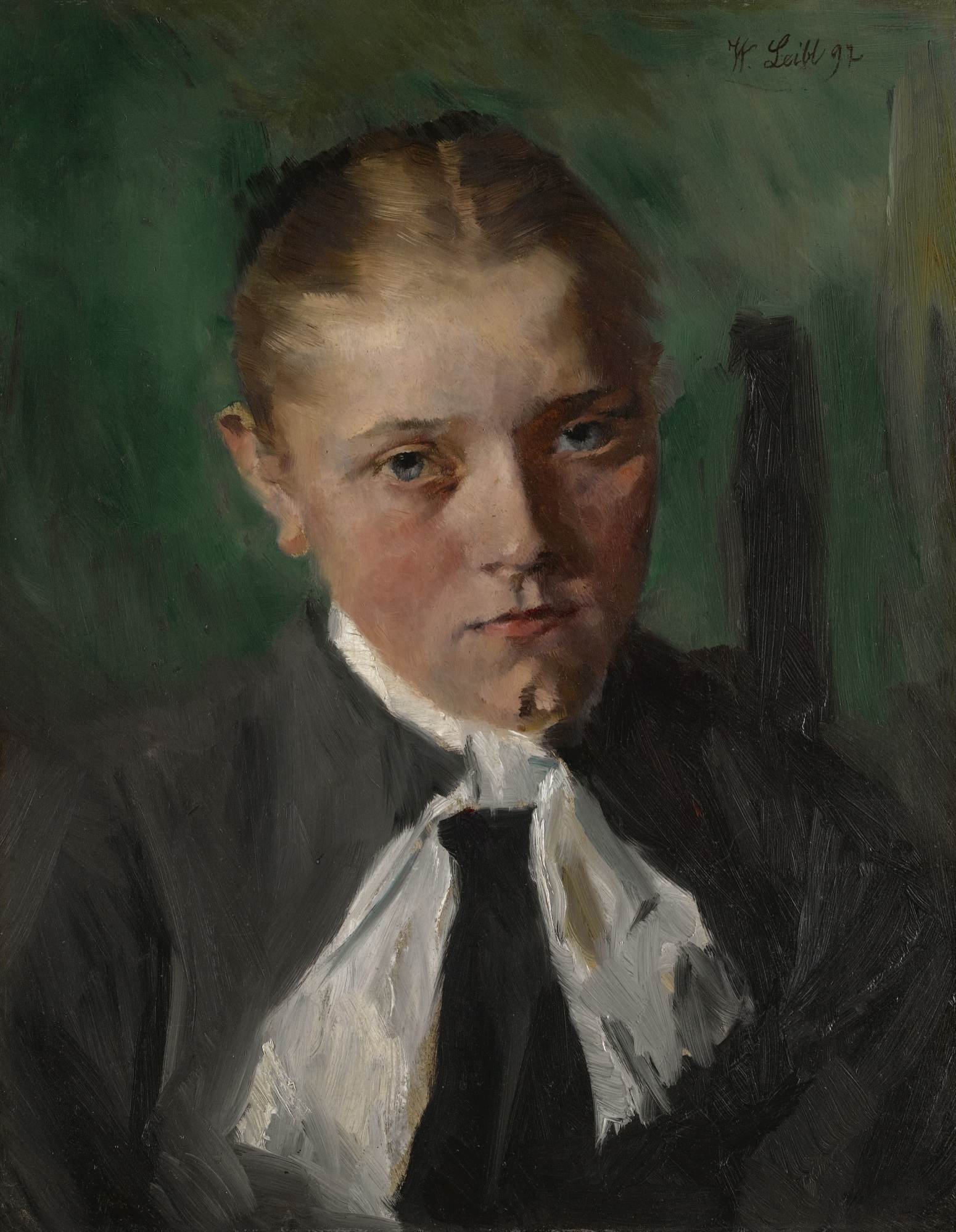
Wilhelm Leibl: Bauernmädchen, 1897